# Neocallicrania selligera
Neocallicrania selligera is een rechtvleugelig insect uit de familie van de sabelsprinkhanen (Tettigoniidae). De wetenschappelijke naam van deze soort is voor het eerst voorgesteld als Barbitistes selliger door Toussaint von Charpentier in een publicatie uit 1825.

## Verspreiding
Deze soort komt voor in Noord- en West-Portugal en in Noordwest-Spanje.

## Ondersoorten
- Neocallicrania selligera meridionalis (Pfau, 1996)
- Neocallicrania selligera selligera (Charpentier, 1825)
  - = Ephippiger (Callicrania) seoanei var. laeta Navás, 1902
  - = Ephippigera seaonei (Bolívar, 1877)
  - = Ephippiger seoanei Bolívar, 1877
  - = Ephippigera charpentieri Serville, 1831
  - = Ephippigera pellucida Bolívar, 1885